# هاکاری (کلمبیا)
هاکاری (انگلیسی: Hacarí) نام شهری در کشور کلمبیا است.